# Années 140
Les années 140 couvrent la période de 140 à 149.

## Événements

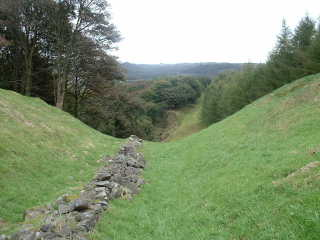
Mur d'Antonin

- Vers 140 : utilisation d'une formule baptismale fixe dans la communauté chrétienne de Rome[1]. Les premières formules chrétiennes sur le dogme et la morale (Symbole des apôtres) apparaissent.
- Vers 142-143 : construction du mur d'Antonin. L'empereur Antonin le Pieux fait construire par le gouverneur Quintus Lollius Urbicus, entre le Firth of Forth et la Clyde un second mur, qui double celui d'Hadrien, pour conforter sa domination face aux révoltes et aux invasions venues d'Écosse[2].
- 144-152 :  troubles en Maurétanie. Les Berbères des Aurès se révoltent, et des troupes romaines sont envoyées dans la région. Une série de campagnes aboutissent au rétablissement de l'ordre[3].

- Marcion affirme que l'Ancien Testament est incompatible avec l'esprit chrétien. Sa doctrine est condamnée par le pape Pie Ier en 144. Il fonde alors sa propre Église, dont les adeptes essaimeront de Rome à Alexandrie, à Carthage et jusqu'en Asie Mineure[4].
- L'empereur Antonin le Pieux fixe un numerus clausus des médecins, rhéteurs et grammairiens employés par les cités qui bénéficient des immunités accordées par Vespasien[5].

## Personnages significatifs
- Antonin le Pieux
- Kanishka Ier
- Marc Aurèle
- Marcion
- Pie Ier